# Ahmed Saroit Bey
Ahmed Saroit Bey (arabisch أحمد ثروت; * 7. April 1900; † 1956) war ein ägyptischer Diplomat.

## Leben
Ahmed Saroit war der Sohn von Abdel Chaliq Sarwat Pascha. Er studierte Rechtswissenschaft und war bis 1945 stellvertretender Vorsitzender des Obersten Verfassungsgerichts. 1945 war er Generalsekretär des Außenministeriums.
Von 1946 bis zum 9. März 1950 war außerordentlicher Gesandter und Ministre plénipotentiaire in Paris, wo er in die Ehrenlegion aufgenommen wurde. 1947 kam Abd al-Karim aus seiner Verbannung in Réunion nach Kairo. Am 2. Juni 1947 bestellte Georges Bidault, Ahmed Saroit Bey in das französische Außenministerium ein und protestierte gegen die Rolle der ägyptischen Regierung bei diesem Transfer. Am 7. März 1951 wurde er von Robert Schuman an den Quai d’Orsay bestellt, weil die ägyptische Presse kritisch über das Regime in Französisch-Marokko berichtete.
1952 war außerordentlicher Gesandter und Ministre plénipotentiaire in Athen. Vom 16. Oktober 1953 bis Ende 1954 war er Botschafter in Bonn, und vom 4. Februar 1955 bis zum 5. Oktober 1956 war er Botschafter in Bern.

## Veröffentlichungen
- The Egyptian Prize Court, organization and procedure. R.E.D.I., 1949, S. 28–33.
- Le Roi Farouk et l'Égyptologie, dans L'Amour de l'Art 28, no. III, [1948], 170-172, avec 1 fig.; voir notre numéro 343.